# Schlacht am Argesch
1916:

Siebenbürgen (Hermannstadt) –
Kronstadt –
Turtucaia –
Dobritsch –
Cobadin (1) –
Flămânda-Offensive –
Cobadin (2) –
Târgu Jiu –
Argesch –
Rimnicul Sarat
1917:

Putna –
Oituz-Pass (1) –
Mărăști –
Mărășești –
Oituz-Pass (2)
Die Schlacht am Argesch (auch Schlacht am Argesul oder Schlacht am Argeș genannt) war eine Schlacht auf dem rumänischen Kriegsschauplatz im Ersten Weltkrieg. Sie fand am Fluss Argesch, einem Nebenfluss der Donau im Dezember 1916 statt. Die rumänische Armee wurde hier von der Donau-Armee unter dem Oberkommando des deutschen Generalfeldmarschalls August von Mackensen vernichtend geschlagen. In der Folge wurde Rumäniens Hauptstadt Bukarest erobert.

## Vorgeschichte
Der rumänischen Kriegserklärung vom 27. August 1916 an Österreich-Ungarn waren Geheimverhandlungen mit Russland vorausgegangen. Das Zarenreich akzeptierte darin rumänische Gebietsansprüche auf die Bukowina, Siebenbürgen und das Banat. Mit dem Beitritt zur Entente und dem Einmarsch der rumänischen Armee in Siebenbürgen wurden die Mittelmächte gezwungen eine weitere Front zu eröffnen.
Die rumänische Armee drang ins ungarische Siebenbürgen vor. Jedoch wurden die Rumänen in der Schlacht von Hermannstadt (22.–29. September) durch die deutsche 9. Armee unter dem Kommando des ehemaligen Chefs der OHL Erich von Falkenhayn zurückgeschlagen. In einem – für den Ersten Weltkrieg eher untypischen – großflächigen Häuserkampf konnte bis zum 8. Oktober Kronstadt zurückerobert werden. Mitte November konnte die Gruppe Kühne (Generalkommando 54) bei Târgu Jiu im Zusammenwirken mit dem Kavalleriekorps Schmettow nach Süden in die Walachei durchbrechen und Craiova besetzen.
Zudem vollzog sich am 23. und 24. November 1916 für die Rumänen völlig unerwartet an ihrer südlichen Donaugrenze Mackensens Flussübergang bei Sistowa.
Mit Hilfe österreichischer Pionierkräfte wurde die neugebildete Donau-Armee (Generalkommando 52) unter General Robert Kosch mit der 217. Infanterie-Division, der kombinierten Kavallerie-Division (General Hans von der Goltz) und der bulgarischen 1. und 12. Division über den Fluss gebracht. Bereits am 25. November waren die Truppen der Mittelmächte im nördlichen Brückenkopf an der rumänisch-bulgarischen Grenze bei Zimnicea versammelt, als Reserve diente die nachgeführte türkische 26. Division. Die Donau-Armee vollzog am 26. November den Übergang über den Teleormanufluss und begann ihrem Vormarsch auf Bukarest. Am 28. November kam es beim Ort Prunaru zum ersten Zusammenstoß zwischen der Vorhut der deutschen 217. Infanterie-Division und der rumänischen 18. Division unter General Alexandru Referandu.
Die rumänische Heeresleitung hatte die meisten ihrer Truppen unter General Alexandru Averescu am Nordabschnitt an den Karpaten versammelt und damit die ungeschützte Donaugrenze Rumäniens entblößt. Das daraus resultierende Übergewicht der Mittelkräfte im Abschnitt der Donau-Armee betrug damit 40 deutsche und bulgarische Bataillone und 188 Geschütze gegenüber 18 Bataillone und 48 Geschütze der rumänischen Donaugruppe.

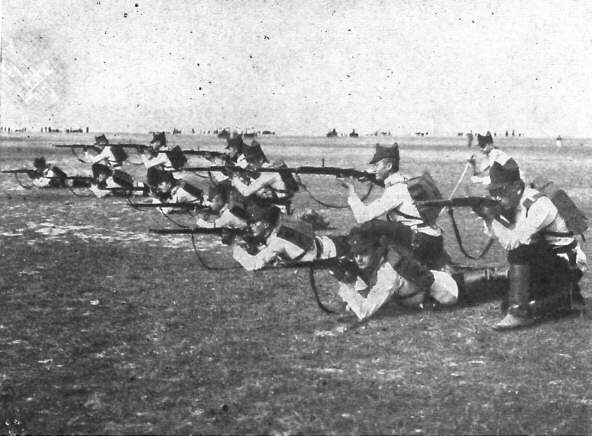
Rumänische Infanterie

Unter Einbeziehung der verbündeten russischen 6. Armee begannen die Rumänen im Süden unter General Constantin Prezan einen Gegenangriff vorzubereiten, um einer Einkesselung von Bukarest zu entgehen. Der Plan sah vor, die vorgehenden Truppen der Mittelmächte am südlichen und westlichen Vorfeld von Bukarest am Argesch an beiden offenen Flanken anzugreifen, noch bevor Bukarest eingekesselt werden konnte. Der russische General Wladimir Sacharow stimmte dem Angriffsplan zwar nicht zu, versprach aber sein 47. Korps zum Schutze von Bukarest beschleunigt heranzuführen und damit die rumänische Verteidigung im Süden zu verstärken.
Um den rumänischen Verbündeten zu unterstützen, schickte das französische Oberkommando den General Henri Berthelot. Obwohl dieser nur eine Beraterrolle innehatte, galt er als der Kopf des Angriffsplanes auf die Donau-Armee und der späteren Verteidigung von Bukarest.

## Die Schlacht

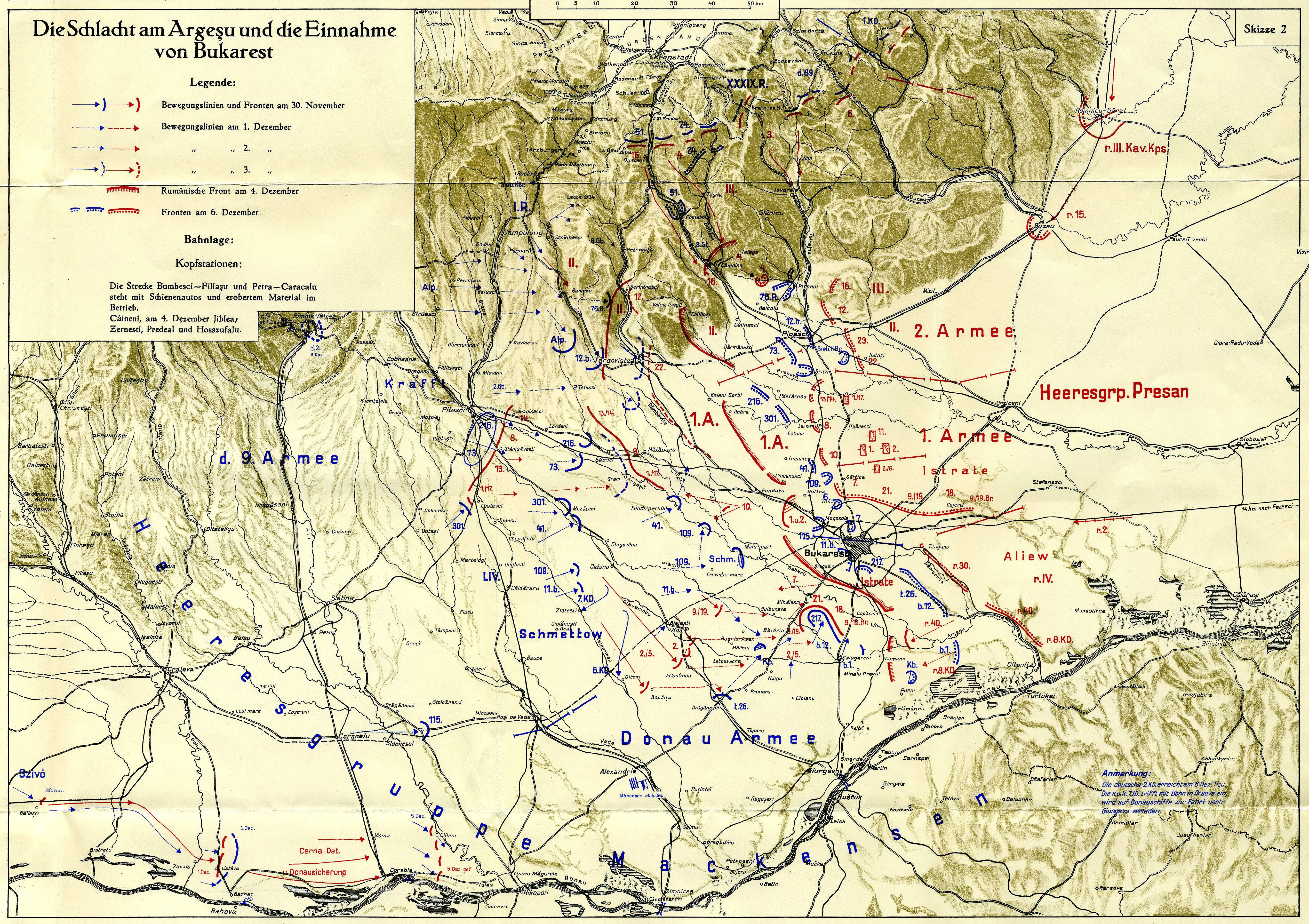
Übersichtskarte der Schlacht am Argesch und der Kämpfe um Bukarest

Am 1. Dezember begann der rumänische Angriff; er war zunächst erfolgreich. Die auf dem rechten Flügel stehende bulgarische 12. Division musste sich nach verlustreichen Kämpfen gegen die rumänische 18. Division gegen Nachmittag zurückziehen und verlor die Verbindung zur restlichen Armee. Der rumänischen Armee gelang es, eine große Zahl an bulgarischen Infanteristen gefangen zu nehmen. Der linke Flügel der Donau-Armee bei Flamanda hing dem Zentrum noch nach, deswegen wurde die linke Flanke der im Zentrum stehenden 217. Infanterie-Division unter Generalleutnant Kurt von Gallwitz-Dreyling in der Nacht zum 2. Dezember von den Rumänen massiv angegriffen. Die 217. Infanterie-Division musste sich in den Morgenstunden des 2. Dezembers zurückziehen und auf Verstärkung warten.
Die Frontlinie war am 2. Dezember noch unübersichtlich. Die 217. Infanterie-Division stand dem Feind noch immer allein gegenüber. Zwischen ihr und der bulgarischen 12. Division drohte die Front einzubrechen.
Am Morgen des 3. Dezember griffen die rumänische 21. und 18. Infanterie-Division nochmals mit ganzer Kraft an, um den Durchbruch zu erzwingen. Das Eingreifen der Jägerbataillone 7 und 9, die die Lücke zwischen der bulgarischen 12. Division und der 217. Infanterie-Division im Morgengrauen geschlossen hatten, konnte den bedrohten Abschnitt stabilisieren. Das Gefecht dauerte unentschieden den ganzen Vormittag an.

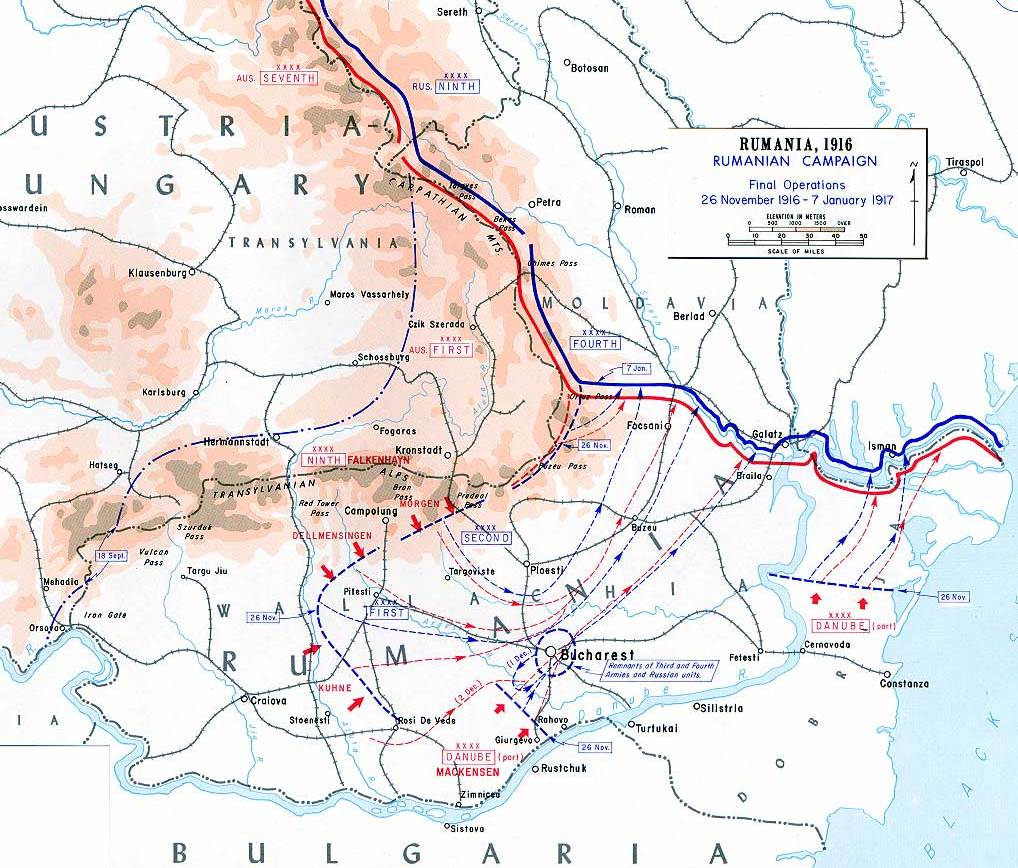
Eroberung der Walachei und der Dobrudscha durch die Mittelmächte

Der rumänische Gegenangriff kam erst ins Stocken, als der rechte Flügel der deutschen 9. Armee unter General von Falkenhayn in die Schlacht am Argesch eingriff. Vom Westen aus dem Raum Slatina war das Kavalleriekorps Schmettow (6. und 7. Kavallerie-Division) und die Gruppe Kühne mit der 41. und 109. Infanterie-Division im Anmarsch auf die Argeschlinie. Von Nordwesten über Curtea de Argesch kam das Alpenkorps als „Gruppe Krafft“ mit der 216. und 301. Infanterie-Division heran. Das Eingreifen der bayerischen 11. Division (Genlt. Paul von Kneußl) der Gruppe Kühne half den steckengebliebenen Teilen der Donau-Armee, ihren Angriff zu erneuern und die gegenüberliegenden Rumänen wieder zurückzudrängen. Die rumänischen Verbände mussten ihren Angriff abbrechen und sich zum Flussufer des Argesch zurückziehen.
Nun begann der gemeinsame Angriff der Donau-Armee und der 9. Armee auf die Besatzungen des Flusses. Während dieses Angriffes wurden Teile der Donau-Armee neuerlich eingekeilt und im Zentrum kam es bei der 217. Infanterie-Division neuerlich zur Krise. Das zum Gegenangriff angesetzte rumänische Korps bestand zum größten Teil aus schlecht ausgebildeten und ausgerüsteten Reservisten und wurde von dem deutschstämmigen General Sosescu befehligt. Sein Zögern die Donau-Armee im geeigneten Moment zu zerschlagen und damit den Angriff der 9. Armee über den Fluss zu vereiteln wurde im Nachhinein von rumänischen Militärs als Landesverrat gewertet.
Ein weiterer Rückschlag während der Schlacht war die Gefangennahme eines rumänischen Militärtransportes von einem deutschen Wachposten. In dem Transporter befanden sich die Verteidigungs- und Angriffspläne des rumänischen Oberkommandos, die an die Frontlinie gebracht werden sollten.

## Die Folgen

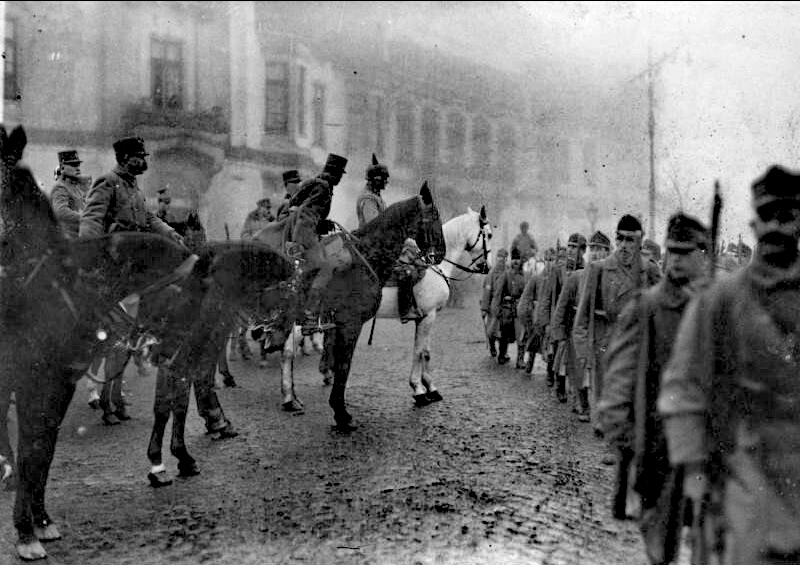
Bukarest, Parade einziehender Truppen

Am 6. Dezember wurde auch die nördliche rumänische Verteidigungslinie vom linken Flügel der 9. Armee Falkenhayn angegriffen und aufgerollt. Auf dem Rückzug der rumänischen Truppen in die Hauptstadt, brannten diese Getreidefelder bei Ploești nieder. Das deutsche I. Reserve-Korps unter Curt von Morgen besetzte Targoviste und Ploești, letzteres zusammen mit dem östlicher operierenden XXXIX. Reserve-Korps unter General Hermann von Staabs.
Nachdem das Kavalleriekorps unter General von Schmettow bei den Forts der Nordwestfront der Stadt eingebrochen war, kapitulierte die Garnison und Bukarest wurde von den Mittelmächten besetzt. König Ferdinand I. floh nach Iași. Die intakte russische 6. Armee zog sich bis Monatsende am Südflügel entlang der Donau in die Dobrudscha zurück und deckte gegen die am anderen Flussufer aufmarschierende bulgarische 3. Armee unter General Stefan Neresow.
Die Reste des rumänischen Heeres kämpften sich in Richtung auf den Sereth zurück. Die rumänischen Verluste während der „Schlacht am Argesch“ und der Verteidigung von Bukarest waren verheerend. Insgesamt hatten die Rumänen seit ihrem Kriegseintritt etwa 150.000 Tote und Verwundete und ebenso viele Gefangene eingebüßt. Das deutsche Heer verlor etwa 60.000 Soldaten.